# انتفاضه

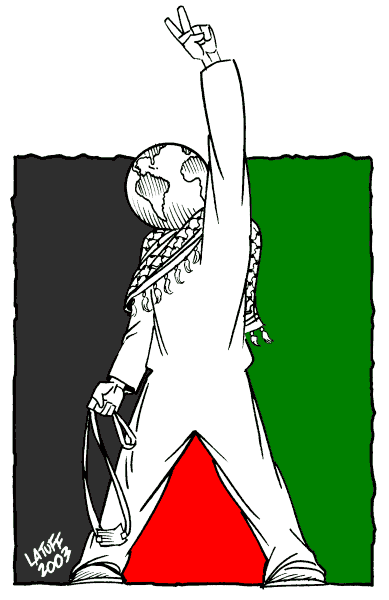
نماد انتفاضه

انتفاضه یک جنبش  گسترده در مقابل حکومت حاکم و یا نیروی متخاصم است. انتفاضه به رویدادهای گوناگونی در نقاط مختلف جهان عرب گفته می‌شود. انتفاضه در فارسی به معنی خیزش نیز ترجمه شده‌است.
انتفاضه از جمله ممکن است به این وقایع تاریخی اشاره کرده‌باشد:
- انتفاضه اول: اقدامات مردم فلسطین در برابر  اسرائیل  که در سال ۱۹۸۷ میلادی آغاز شد، در سال ۱۹۹۱ درگیری‌ها روبه کاهش نهاد که نهایتاً قرارداد اسلو در سال ۱۹۹۳ به این انتفاضه پایان داد.
- خیزش شعبانیه: به قیام مردم عراق در سال ۱۹۹۱ میلادی علیه رژیم بعث عراق که سرتاسر کشور از شمال تا جنوب را دربرگرفت.
- انتفاضه نفق: در سال ۱۹۹۶ میلادی آغاز شد، دلیل اسم‌گذاری به نفق (تونل) این است که اسراییل تونل‌هایی در نزدیکی مسجدالاقصی حفر کرده بود که یکی از دلایل شروع جنگ علاوه‌ بر فعالیت‌های اسکان دهی اسرائیل  در منطقهٔ جبل ابوغنیم بوده‌است.
- انتفاضه دوم (اقصی): انتفاضه مردم فلسطین که در سال ۲۰۰۰ میلادی در واکنش به سفر اریل شارون، نخست‌وزیر وقت اسرائیل ، صبرا و شتیلا ، به مسجد الاقصی آغاز و حدود پنج سال به طول انجامید. در این رویداد که شامل اقداماتی از جمله حملات و هدف قرار دادن نظامیان اسرائیلی می‌ باشد.
- نا آرامی های ۲۰۱۴ بیت المقدس: مجموعه ای از فعالیتها در کرانه باختری علیه نظامیان و یا مردم اسرائیل که گهگاه به عنوان "انتفاضه" خوانده می‌شود.
- تعارض اسرائیل - فلسطین ۲۰۱۵: افزایش تنشها اسرائیل و فلسطین در سال ۲۰۱۵ میلادی که گهگاه "انتفاضه قدس" نامیده می‌شود.

## واژه شناسی
انتفاضه یک واژه عربی بر وزن اِفتعاله میباشد و از فعل«نفض» آمده است،که معنی های گوناگونی از جمله، بَرافشاندن،پریشان کردن،نثارکردن،پراکنده کردن،پخش کردن و .... دارد.